# Cophura powersi
Cophura powersi là một loài ruồi trong họ Asilidae. Cophura powersi được Wilcox miêu tả năm 1965. Loài này phân bố ở vùng Tân Bắc giới.